# 20330 Manwell
A 20330 Manwell (ideiglenes jelöléssel 1998 HY44) a Naprendszer kisbolygóövében található aszteroida. A LINEAR projekt keretében fedezték fel 1998. április 20-án.